# Ratón de hocico ferrugíneo
El ratón de hocico ferrugíneo, Wilfredomys oenax, es una especie de roedor de América del Sur. Se encuentra en el sur de Brasil y Uruguay en bosques subtropicales de tierras bajas. Es arbóreo en cierta medida. Es la única especie en el género Wilfredomys.

## Distribución y hábitat
La especie se encuentra en bosques subtropicales de tierras bajas con vegetación densa. También se ha observado en árboles, lo que sugiere que puede tener hábitos arbóreos.

## Amenazas
El ratón de Wilfred mayor enfrenta amenazas de pérdida de hábitat debido a la agricultura, plantaciones forestales y de pulpa, ganadería, tala y explotación maderera. Estas acciones están causando estrés ecológico generalizado y degradación del hábitat en todo el rango de la especie.
La especie tiene una población extremadamente fragmentada. 

## En Uruguay
Wilfredomys oenax es arborícola estricta; se alimenta de hojas (de aruera) y elabora nidos aéreos u ocupa nidos abandonados.

Su población en el país estimada en 2013 era inferior a los 10.000 individuos adultos, como resultado de actividades antrópicas. Por lo anterior ostenta el criterio 5c de mamíferos.
En 2020 esta especie, que se ubica en los montes de la zona norte de Uruguay, integra la lista de especies prioritarias para la conservación del Sistema Nacional de Áreas Protegidas (Uruguay) (SNAP), debido a que su distribución está muy restringida, la población es pequeña y con peligro de desaparecer.